# Friedrich Wilhelm Kullrich

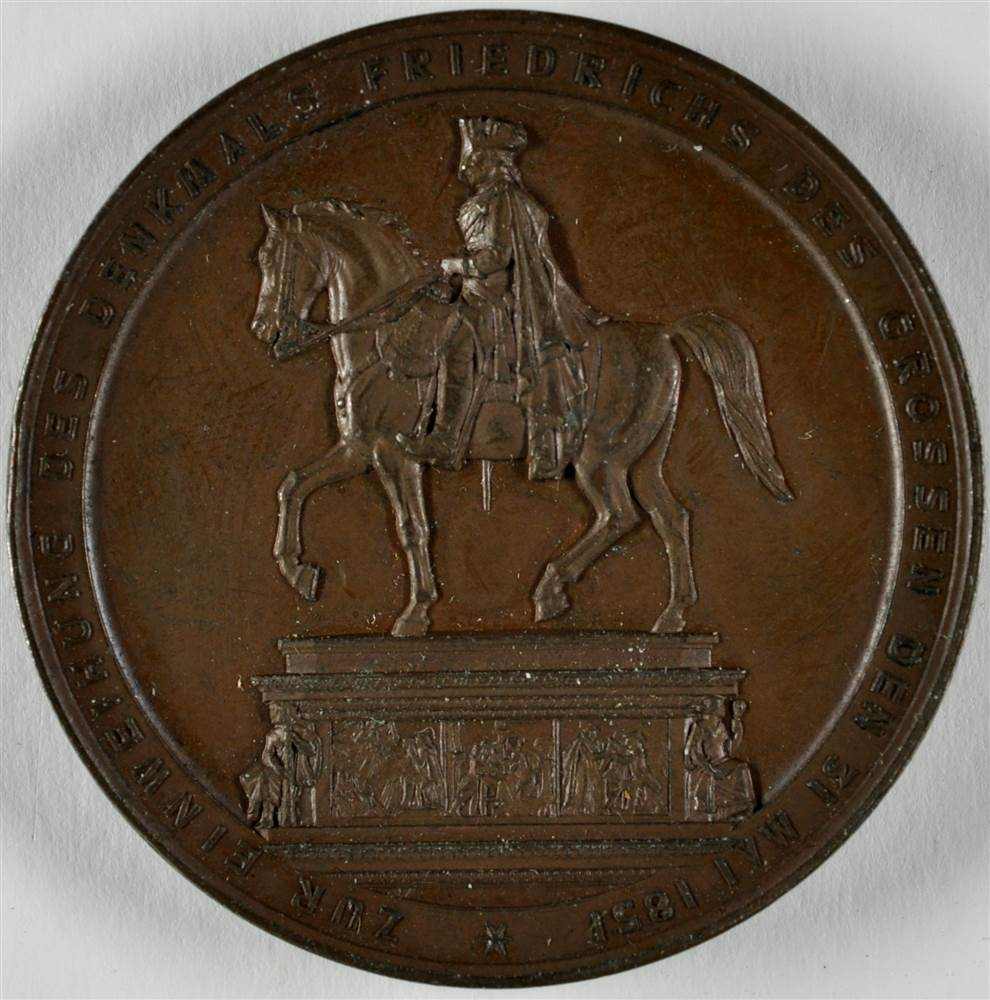
Bronzemedaille (32 mm) von Kullrich zur Einweihung des Denkmals Friedrichs des Großen am 31. Mai 1851

Friedrich Wilhelm Kullrich (* 18. Dezember 1821 in Dahme/Mark; † 1. September 1887 in Berlin) war ein Medailleur und Münzstempelschneider.

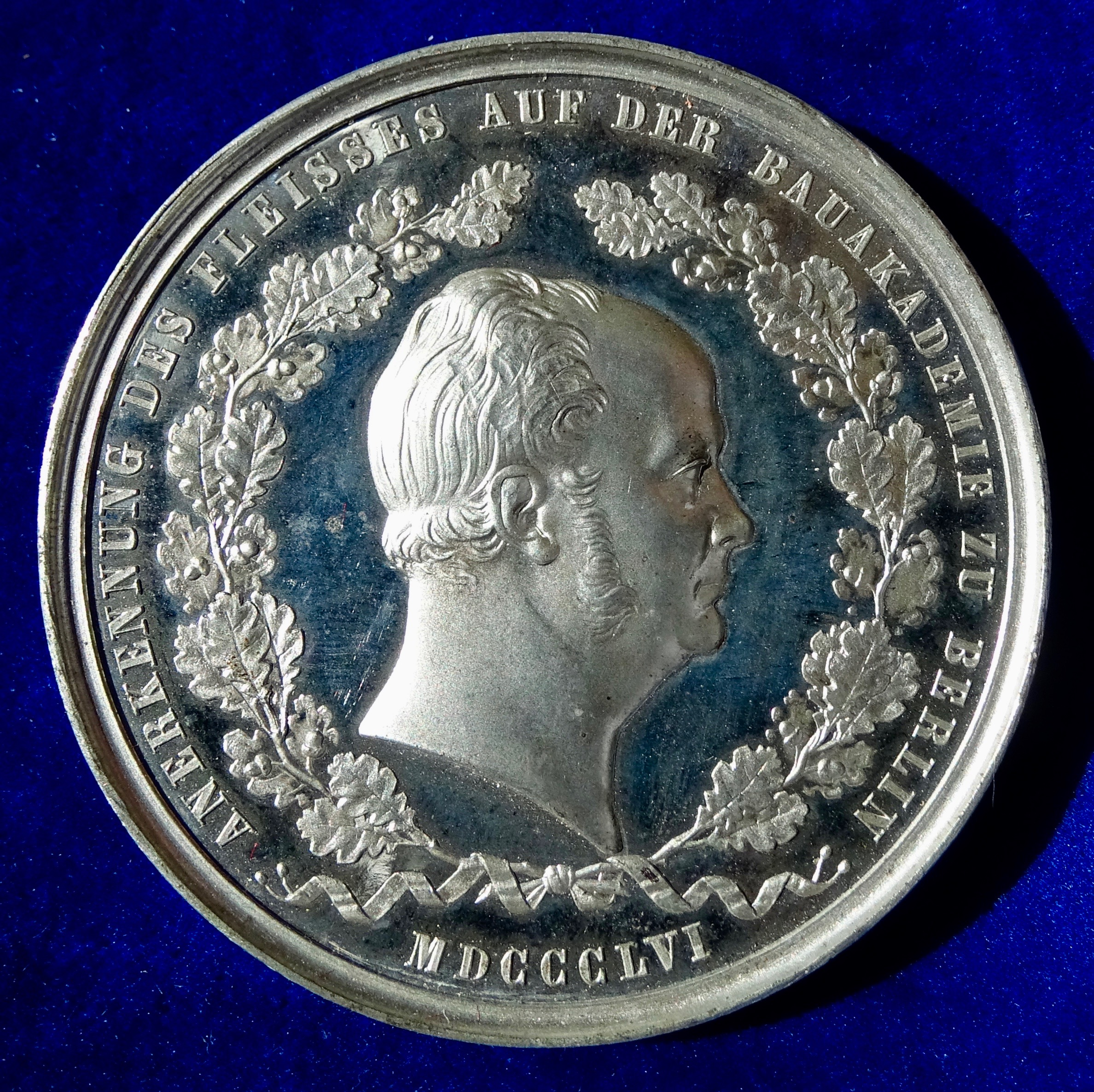
Die Prämienmedaille der Berliner Bauakademie von 1856, ein früher staatlicher Auftrag (fehlt bei Sommer). Vorderseite, mit dem Kopfbildnis von Friedrich Wilhelm IV.

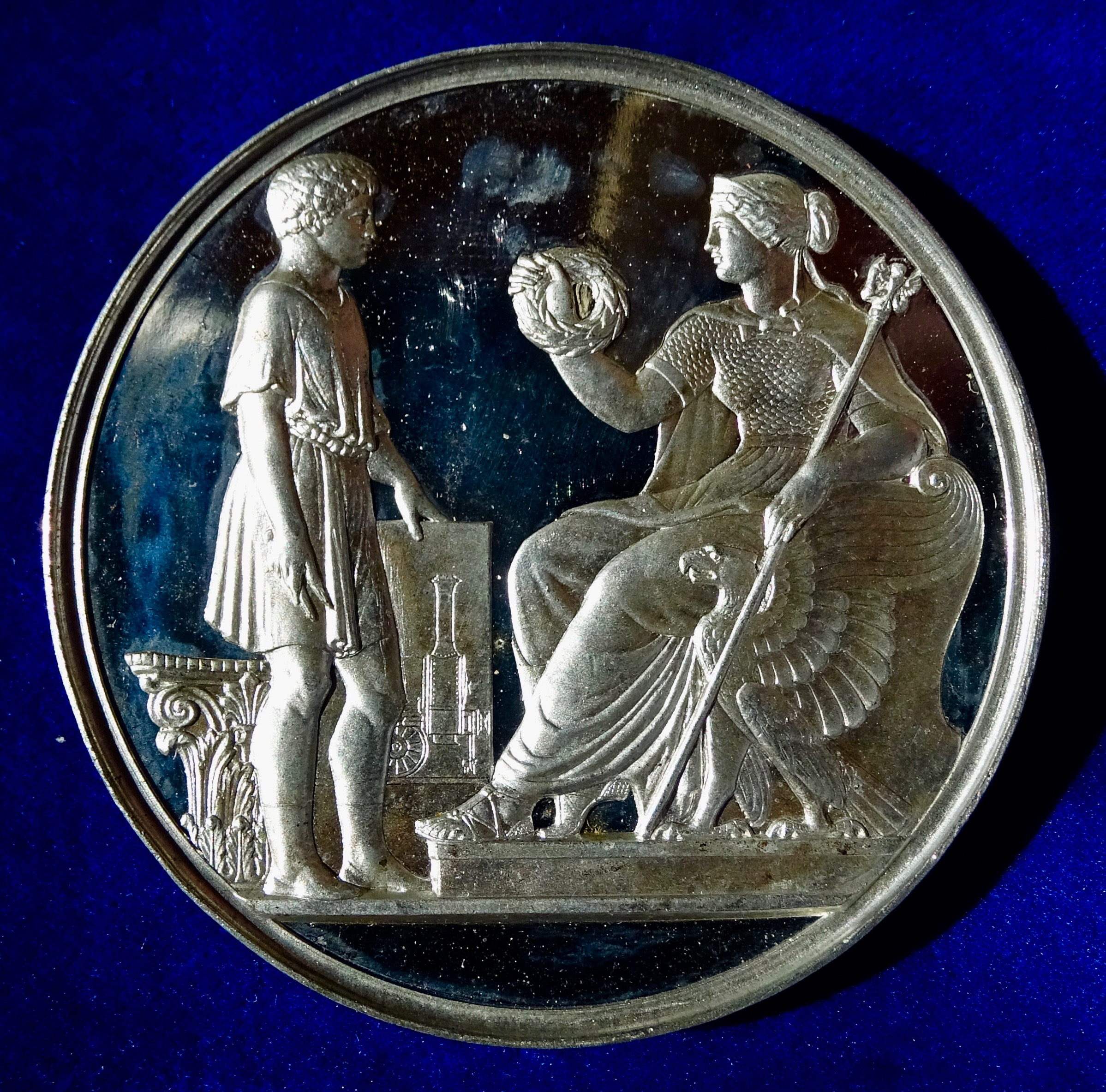
Die Rückseite dieser Verdienstmedaille. Durch Erlass Wilhelms I wurde sie mit entsprechend abgeändertem Text für Studierende der Technischen Hochschule Berlin als Preismedaille neu geschaffen. Vgl. Sommer K 129.

## Leben und Wirken
Kullrich war der Sohn des Dahmer Schmiedes Johann Friedrich Kullrich und wurde in dessen Haus am 18. Dezember 1821 geboren. Er ging bei seinem Vater in die Lehre und wurde Schmied. Ab 1849 war er Schüler in der Berliner Kunstakademie. Hier wurde 1851 der Bildhauer Christian Daniel Rauch auf ihn aufmerksam und übertrug ihm die Ausführung einer Medaille auf das Denkmal Friedrichs des Großen in Berlin. Seit 1855 arbeitete Kullrich in Berlin als Medailleur für Staatsaufträge gegen Honorar und für private Auftraggeber.
1859 wurde Kullrich an die Berliner Münze berufen und schnitt die Stempel für die Preußischen Kursmünzen. Nach 1871 schuf er die ersten Münzen für das Deutsche Reich.
Kullrich fertigte auch Stempel für Heinrich XIV. Fürst Reuß jüngere Linie, der seine Münzen in Berlin prägen ließ, u. a. für den Vereinstaler von 1868 und das 20-Mark-Stück von 1881.
Kullrich war Vater von Friedrich Kullrich und Reinhard Kullrich.